# مدرسة البراري

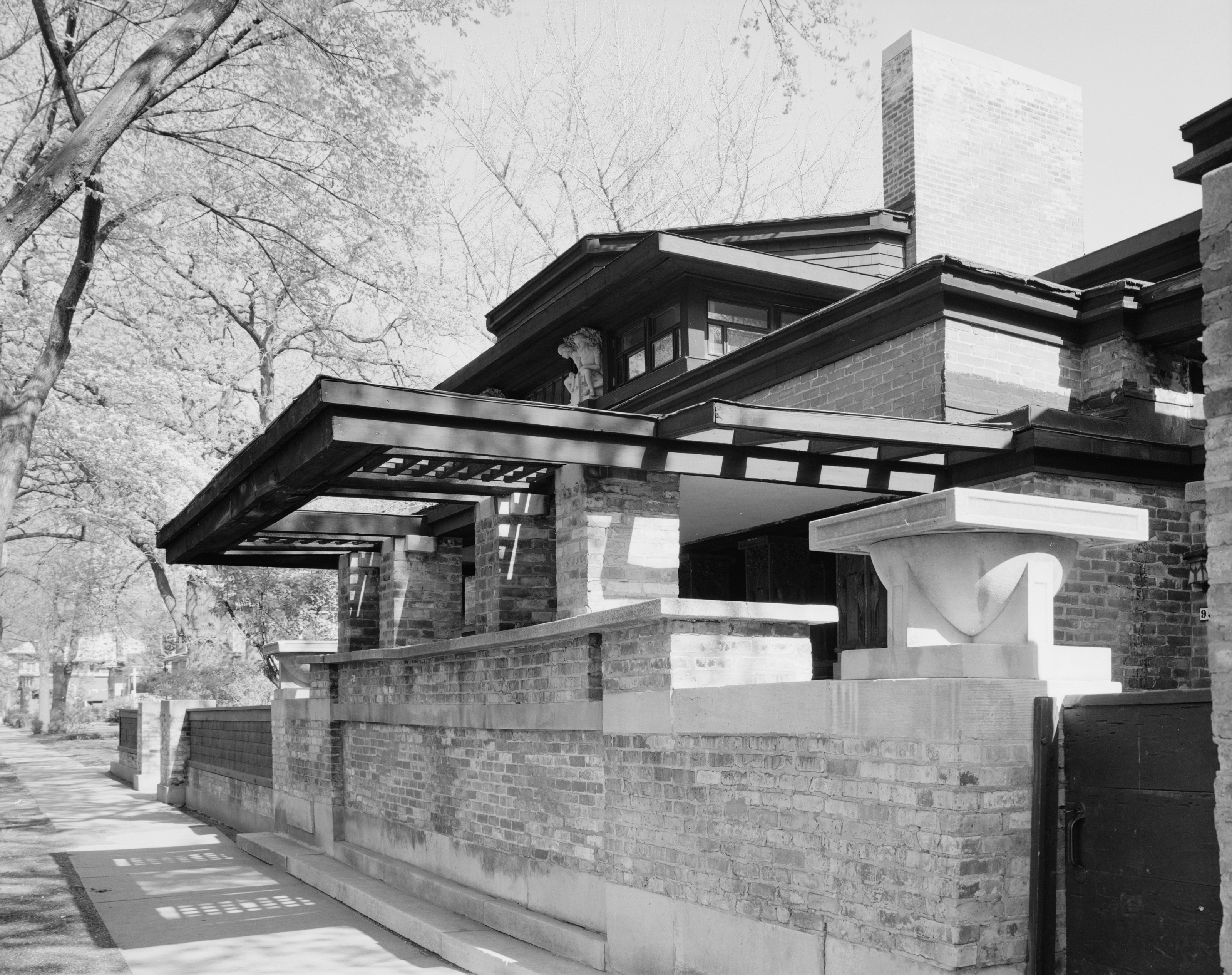
جانب من منزل واستديو المعماري فرانك لويد رايت في أوك بارك بولاية إلينوي.

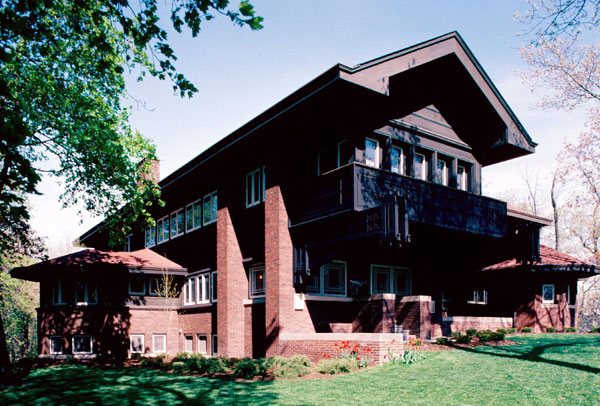
منزل هارولد برادلي في ماديسون بولاية ويسكونسن من تصميم المعمارين لويس سوليفان وجورج غرانت إلمسلي

مدرسة البراري هي أسلوب معماري ظهر في أواخر القرن التاسع عشر وأوائل القرن العشرين، شائعٌ في وسط غرب الولايات المتحدة. يتميّز هذا الأسلوب عادةً بخطوط أفقية، وسقوف مسطحة أو متعددة الميول مع طنفات عريضة متدلية، ونوافذ مجمّعة في أشرطة أفقية، وتكامل وانسجام مع المناظر الطبيعية، والبناء الصلب، والحرفية، والانضباطية في استخدام الزخرفة. اعتُقد أن الخطوط الأفقية تستحضر وتتصل بالمناطق الواسعة، والمسطحة، والخالية من الأشجار من المناظر الطبيعية في سهوب البراري الأمريكية.

## معماريو مدرسة البراري
ترتبط مدرسة البراري في الغالب بجيل من المهندسين المعماريين الذين عملوا مع أو تأثروا بفرانك لويد رايت أو لويس سوليفان، رغم أن سوليفان نفسه غير مشمولٍ ضمن رواد هذه المدرسة عادةً. على الرغم من نشوء هذا الأسلوب في شيكاغو، إلا أن بعض مهندسي مدرسة البراري نشروا تأثيره خارج وسط غرب الولايات المتحدة. هذه قائمة ببعض مهندسي هذا الأسلوب:
- بيرسي دوايت بنتلي
- جون أس. فان بيرغن
- لورانس باك
- رانسوم بوفالو
- باري بيرن
- ألفريد كالدويل
- ألدن ب. داو
- ويليام دروموند
- جورج غرانت إلمسلي
- ماريون ماهوني غريفين
- والتر برلي غريفين
- إدوارد هومريتش
- إي. فاي جونز
- هنري جون كلوثو
- جورج واشنطن ماهر
- جون راندال ماكدونالد
- دوايت هيلد بيركنز
- ويليام غراي بورسيل
- إيزابيل روبرتس
- روبرت سبنسر
- فرانسيس كونروى سوليفان
- كلود وستارك
- ويليام لابارت ستيل
- تروست وتروست
- أندرو ويلاتزن
- تايلور ووللي
- فرانك لويد رايت

## وصلات خارجية
- Unity Temple Restoration Foundation
- Minneapolis Institute of Arts "Unified Vision - the Architecture and Design of the Prairie School"  نسخة محفوظة 6 فبراير 2013 على موقع واي باك مشين.
- Pleasant Home Foundation for George W. Maher's Farson House